# Médaille de la Défense nationale
La Médaille de la Défense nationale è una decorazione militare francese. Fu istituita dal ministro della difesa francese Charles Hernu ed istituita con il decreto del 21 aprile 1982. La Médaille de la Défense nationale premia un servizio particolarmente onorevole reso dai militari per la loro partecipazione in attività operative. La medaglia ha tre gradi: Oro, Argento e Bronzo.